# Юные Титаны: Контракт Иуды
Юные Титаны: Контракт Иуды — мультипликационный фильм, выпущенный сразу на видео и основанный на комиксе «Контракт Иуды» Марва Вольфмана и Джорджа Переса о супергероях DC Comics. Является двадцать восьмым в линейке Оригинальных анимационных фильмов вселенной DC (предыдущий — «Тёмная Вселенная», следующий — «Бэтмен и Харли Квинн») и сиквелом мультфильма «Лига Справедливости против Юных Титанов». Премьера фильма состоялась 31 марта 2017 года. На фестивале WonderCon. Фильм получил рейтинг PG-13.

## Сюжет
Юные Титаны в составе Робин (Дик Грейсон), Спиди (Рой Харпер), Кид Флэш (Барри Аллен), Бистбой (Гарфилд Логан) и Шмель (Карен Бичер) спасают принцессу Корианд’р (Старфаер) с планеты Тамаран, изгнанную её сестрой Блэкфаер, захватившей трон. Так как Старфаер не может вернуться, Титаны предлагают ей остаться с ними.
Спустя пять лет Титаны в составе Старфаер, Бистбой, Робин (Дэмиен Уэйн), Синий Жук (Джейми Рейес), Рэйвен (Рейчел Рот), Терра (Тэра Марков) и Найтвинг (Дик Грейсон) выслеживают террористов во главе с Братом по Крови, который планирует завладеть силой юных супергероев. Некто предупреждает злодеев и Титаны остаются ни с чем.
Брат Кровь нанимает Детстроука (Слейд Джозеф Уилсон), чтобы поймать Титанов. У наёмника, помимо денег, ещё и собственный интерес — отомстить Дэмиану Уэйну за то, что его назначил своим преемником Ра’с аль Гул. Для этого он внедряет к героям Терру — девочку, которую он когда-то спас. Брат по Крови проводит эксперимент над неким Джозефом Уильямом Уилсоном, который получив силу шести человек становится Джерико, но любовница и помощница главаря Мать Хаос стреляет в него. Одного за другим Терра и Детстроук захватывают Титанов. Лишь Найтвингу удаётся скрыться.
Брат по Крови не соглашается закрыть контракт, потому что ему не хватает одного Титана, и Детстроук отдаёт ему Терру. Запустив машину, аккумулирующую силу супергероев, главарь братства начинает поглощать её. В это время врывается Найтвинг и разрушает агрегат. Титаны освобождаются, и Старфаер, Синий Жук, Рэйвен и Бистбой сражаются с получившим немало силы Братом по Крови, а Робин и Найтвинг — с Детстроуком. Очнувшись, Терра останавливает обоих злодеев, и Рейвен отбирает силы у Брата по Крови. Мать Хаос убивает возлюбленного. Тем временем Терра разрушает своды пещеры и погребает себя и Детстроука. Титаны едва успевают выбраться.
Спустя время, Бистбой даёт интервью Кевину Смиту, где говорит о новом члене команды и вспоминает Терру, которую Титаны вынули из-под обломков. В сцене после титров оказывается, что Джерико выжил.

## Роли озвучивали
- Тэра Марков/Терра — Кристина Риччи
- Слейд Джозеф Уилсон/Детстроук — Мигель Феррер
- Дэмиен Уэйн/Робин — Стюарт Аллан[англ.]
- Хайме Рейес /Синий Жук — Джейк Т. Остин
- Рейчел Рот/Рэйвен — Таисса Фармига
- Дик Грейсон/Найтвинг — Шон Махер
- Гарфилд Логан/Бистбой — Брэндон Су Ху[англ.]
- Корианд’р/Старфаер — Кэри Уолгрен
- Брат по Крови — Грегг Генри
- Мать Хаос — Мег Фостер
- Рой Харпер/Спиди — Криспин Фриман[англ.]
- Барри Аллен/Кид Флэш — Джейсон Спайсэк
- Карен Бичер/Шмель — Масаса Мойо[англ.]
- Кевин Смит — Кевин Смит